# Giovanni Giuseppe Crobu
Giovanni Giuseppe Crobu (* 1901 in Scano di Montiferro, Provinz Oristano; † unbekannt) war ein italienischer Dokumentarfilmer.
Crobu widmete sich dem Dokumentarfilm; unter seinen Werken ragt der 20-minütige Fiori d'arancio a Rosario aus dem Jahr 1950 heraus. 1959 inszenierte er, im Stile seiner sonstigen Arbeiten, den Spielfilm La grande idea, den er auch schrieb, produzierte und schnitt, in dem er die Geschichte des italienischen Roten Kreuzes erzählte.